# Norma Angélica Ladrón de Guevara
Norma Angélica Ladrón de Guevara González (Ciudad de México, 1937-Ciudad de México, 30 de diciembre de 1962) fue una actriz mexicana. Es recordada principalmente por su participación en la película Tlayucan (1962), por la cual ganó de manera póstuma la Diosa de Plata a la Mejor Actuación Femenina en 1963.

## Biografía y carrera
Norma Angélica Ladrón de Guevara González nació en Ciudad de México en 1937, siendo hija de Alberto Sadrán de Guevara y María Teresa González. Tuvo un hermano llamado Víctor. En 1957, comenzó su carrera artística como bailarina de centros nocturnos y teatros localizados en la ciudad.
Un año después, en 1958, debutó como actriz en las películas Concurso de belleza, El boxeador, y La gran caída, en las tres con papeles secundarios. Iniciando la década de los sesenta, siguió interpretando personajes de apoyo en cintas como Tin Tan y las modelos y Chucho el Roto, ambas de 1960, y en El fistol del diablo, El padre Pistolas, Mañana serán hombres, Aventuras de Chucho el Roto, Rumbo a Brasilia y La captura de Chucho el Roto, las seis de 1961.
Posteriormente, en 1962 logró estabilizar su carrera y obtuvo papeles importantes que le dieron reconocimiento, apareciendo en cintas como La noche del jueves, Jóvenes y bellas, La entrega de Chucho el Roto, La rabia por dentro, La muerte pasa lista, Ruletero a toda marcha y la más importante, Tlayucan la cual sería su filme con mayor éxito como actriz al ser nominado a un premio Óscar en la categoría a la mejor película internacional en la 35.ª edición de estos premios realizada el 8 de abril de 1963. El premio sin embargo le fue otorgado a la cinta francesa titulada Les dimanches de Ville d'Avray (1962). Su última película sería ...Qué hacer con mis hijos... también lanzada en 1962.

## Vida personal
Guevara fue intima amiga de la también actriz, Pina Pellicer, quien al igual que ella se suicidaría ingiriendo barbitúricos dos años después en 1964.

### Muerte
Con 25 años de edad, de Guevara se encontraba pasando por un descontrol emocional, que aunado a su extrema timidez, serían las razones por las que ni su madre María, ni su hermano Víctor, se percataron de los problemas mentales con los que estaba lidiando. De acuerdo a su hermano, la noche del 28 de diciembre de 1962, la actriz «se mostró tan alegre y contenta como siempre», antes de comentarle que se bañaría. Luego de que pasaran de treinta a cuarenta minutos después de que se encerrara en el baño, ambos, su mamá y su hermano, se preocuparon al tocar la puerta y no obtener respuesta de ella, por lo que decidieron forcejear la cerradura para poder abrir, y al hacerlo, de Guevara se hallaba inconsciente dentro de la tina de baño. Junto a ella, descubrieron un frasco vacío cuya etiqueta mencionaba que contenía veinticinco pastillas de un barbitúrico llamado Ethobral, las cuales la artista había ingerido para provocarse una sobredosis de barbitúricos. Intoxicada por dicho depresor, fue trasladada al Hospital de la Raza, ubicado en Azcapotzalco, Ciudad de México, donde fue internada y permaneció en coma durante dos días, hasta que el 30 de diciembre, falleció a causa de un paro cardiorrespiratorio. Al día siguiente, el 31 de diciembre, su cuerpo fue enterrado en la parcela de la Asociación Nacional de Actores (ANDA) del Panteón Jardín, ubicado en la misma ciudad.

## Legado
Póstumamente, en 1963, durante la primera entrega de los premios Diosas de Plata, la actriz ganó el premio a la «Mejor Actuación Femenina» por su participación en la película Tlayucan.

## Filmografía
| Año  | Título                        | Papel                 | Notas                                |
| ---- | ----------------------------- | --------------------- | ------------------------------------ |
| 1958 | Concurso de belleza           | Personaje desconocido |                                      |
| 1958 | El boxeador                   | Lupita                |                                      |
| 1958 | La gran caída                 | Personaje desconocido |                                      |
| 1960 | Tin Tan y las modelos         | Modelo de Michoacán   |                                      |
| 1960 | Chucho el Roto                | Personaje desconocido |                                      |
| 1961 | El fistol del diablo          | Margarita             |                                      |
| 1961 | El padre Pistolas             | Rosa                  |                                      |
| 1961 | Mañana serán hombres          | Joven billetera       |                                      |
| 1961 | Aventuras de Chucho el Roto   | Personaje desconocido |                                      |
| 1961 | Rumbo a Brasilia              | Personaje desconocido |                                      |
| 1961 | La captura de Chucho el Roto  | Personaje desconocido |                                      |
| 1962 | La noche del jueves           | Carmelita             |                                      |
| 1962 | Jóvenes y bellas              | Sonia                 |                                      |
| 1962 | Tlayucan                      | Chabela               |                                      |
| 1962 | La entrega de Chucho el Roto  | Personaje desconocido |                                      |
| 1962 | La rabia por dentro           | Mona                  |                                      |
| 1962 | La muerte pasa lista          | Victoria López        |                                      |
| 1964 | Ruletero a toda marcha        | Carmen                | Lanzamiento póstumo; grabada en 1962 |
| 1965 | ...Qué hacer con mis hijos... | Blanca Estela         | Lanzamiento póstumo; grabada en 1962 |